# Teofisto Guingona

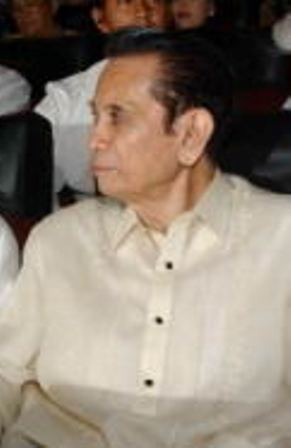
Teofisto Guingona

Teofisto „Tito“ Tayko Guingona, Jr. (* 4. Juli 1928 in San Juan, Provinz Rizal) ist ein philippinischer Politiker und ehemaliger Vizepräsident.

## Biografie
Nach dem Schulbesuch in Lanao, Agusan und Misamis Oriental studierte Teofisto Guingona an der Ateneo de Manila University und war später an dieser Universität Professor für Rechtswissenschaft, Politikwissenschaft und Geschichte.
Darüber hinaus war er Vorsitzender der Rechnungsprüfungskommission (Commission on Audit) sowie des Beratungsgremiums für Arbeitsmanagement für Mindanao. Daneben war er zeitweise Gouverneur der Development Bank of the Philippines (DBP), Direktor der Entwicklungsbehörde für Mindanao und Präsident der Philippinischen Handelskammer. 1971 war er Delegierter des Verfassungskonvents (Constitutional Convention).
1987 wurde er erstmals zum Mitglied des Senats gewählt und gehörte diesem nach seiner Wiederwahl 1992 bis 1995 an. Während dieser Zeit war zunächst zwischen 1987 und 1990 Vorsitzender des einflussreichen Ausschusses für öffentliche Rechenschaftspflicht, das sogenannte Blue Ribbon Committee, der sich mit der Aufklärung von Bestechung und Korruption in der Regierung befasst. Danach war Guingona von 1990 bis 1991 Mehrheitsführer (Majority Leader) im Senat sowie zwischen 1993 und 1995 Senatspräsident Pro tempore.
Danach ernannte ihn Präsident Fidel Ramos zum Exekutivsekretär in seinem Kabinett sowie später zum Justizminister. Als solcher war er zugleich Vorsitzender der Präsidialen Anti-Kriminalitätskommission sowie kommissarischer Vorsitzender des Gremiums für gefährliche Drogen.
1998 wurde er wiederum zum Senator gewählt und war diesmal bis 2001 Minderheitsführer (Minority Leader).
Guingona wurde nach seinem Ausscheiden aus dem Senat am 9. Februar 2001 als Vizepräsident vereidigt und übernahm damit die Nachfolge von Gloria Macapagal-Arroyo, die kurz zuvor Präsidentin wurde. Präsidentin Arroyo berief ihn zugleich als Nachfolger von Domingo Siazon zum Außenminister. Nach einem Disput mit der Präsidentin wegen seiner Haltung zur Präsenz der United States Army auf den Philippinen trat er am 2. Juli 2002 als Außenminister zurück und wurde einige Wochen später durch den bisherigen Senator Blas Ople ersetzt.
Nach den Präsidentschaftswahlen vom 10. Mai 2004 folgte ihm Noli de Castro als Vizepräsident der Philippinen. Guingona fungierte anschließend bis Juli 2005 als Botschafter in der Volksrepublik China.